# Список міністрів закордонних справ Кіпру
Список міністрів закордонних справ Кіпру — перелік осіб, що очолювали Міністерство закордонних справ Кіпру з моменту проголошення незалежности 1960 року.

## Список
| №  | Ім'я                  | Портрет | Початок терміну | Кінець терміну  |
| 1  | Спірос Кіпріану       |         | 16 серпня 1960  | 15 червня 1972  |
| 2  | Іоанніс Христофідіс   |         | 16 червня 1972  | 8 березня 1978  |
| 3  | Нікос Роландіс        |         | 9 березня 1978  | 21 вересня 1983 |
| 4  | Георгіос Іакову       |         | 22 вересня 1983 | 27 лютого 1993  |
| 5  | Алекос Міхаелідес     |         | 28 лютого 1993  | 8 квітня 1997   |
| 6  | Іоанніс Касулідіс     |         | 9 квітня 1997   | 28 лютого 2003  |
| 7  | Георгіос Іакову       |         | 1 березня 2003  | 12 червня 2006  |
| 8  | Георгіос Ліллікос     |         | 13 червня 2006  | 16 липня 2007   |
| 9  | Ерато Козаку-Маркуллі |         | 16 липня 2007   | 2 березня 2008  |
| 10 | Маркос Кіпріану       |         | 3 березня 2008  | 5 серпня 2011   |
| 11 | Ерато Козаку-Маркуллі |         | 5 серпня 2011   | 28 лютого 2013  |
| 12 | Іоанніс Касулідіс     |         | 1 березня 2013  | 28 лютого 2018  |
| 13 | Нікос Христодулідіс   |         | 1 березня 2018  | 10 січня 2022   |
| 14 | Іоанніс Касулідіс     |         | 11 січня 2022   | чинний          |